# Mor lam sing
Mor lam sing is de snellere, ranzigere met moderne instrumenten gespeelde versie van de Laotiaanse/Isaan muziekvorm Mor lam. Een zanger(es) wordt begeleid door een speler op de khaen, een bamboe mondorgel, een drummer en elektrische keyboards en een bas.
De naam komt van:
หมอ mor een expert
ลำ lam  gezang/zanger, muziek
ซิ่ง sing racen van het Engelse "racing"
De nummers zijn over het algemeen in het Isaan dialect of in het Laotiaans, maar soms ook in het centrale Thai. De nummers gaan over het algemeen over teleurstellingen in de liefde of de moeilijkheid van het leven buiten de eigen regio, vooral Bangkok. Er wordt veel gebruikgemaakt van seksuele toespelingen in de teksten en bij de optredens wordt er veel gebruikgemaakt van vaak uitdagend geklede jonge vrouwelijke dansers (soms ook mannen) genaamd "hang khreuang".

## Artiesten
- Jintara Poonlarp
- Siriporn Ampaipong
- Monkaen Kaenkoon